# Myrmecophilus inaequalis
Myrmecophilus inaequalis är en insektsart som beskrevs av Sigfrid Ingrisch 2010. Myrmecophilus inaequalis ingår i släktet Myrmecophilus och familjen Myrmecophilidae. Inga underarter finns listade i Catalogue of Life.